# Persan (cépage)
Pour les articles homonymes, voir Persan (homonymie).
Le persan N est un cépage noir originaire de la vallée de la Maurienne. Il a une forte ressemblance avec l'étraire de l'Aduï N, autre cépage noir originaire de Saint-Ismier.

## Origine
Il a d'abord été cultivé en Savoie, à Saint-Jean-de-Maurienne puis dans la vallée de l'Arc et jusqu'aux limites de la Drôme.

## Synonymes
Il est aussi dénommé : princens, prinssens, prinssan, pressan, serine, siranne pointue, sirazène pointue, bécuette, petit bequet, pousse de chèvre et posse de chèvre.

## Implantations
On assiste depuis une dizaine d'années, au retour du persan N dans la combe de Savoie, en particulier sous l'impulsion des frères Grisard. Il est aussi à noter, depuis 2008, le grand retour du persan en Maurienne, son berceau d'origine, grâce au travail acharné de l'association d'insertion Solid'Art.
Le persan N fait par ailleurs partie, avec l'Altesse B et la Mondeuse N, des cépages sauvegardés au sein de la vigne conservatoire de Montmélian, à l'ouest de la combe de Savoie, installée au début des années 2010.
On le trouve aussi en Isère où il est utilisé pour produire les vins d'appellation Coteaux-du-grésivaudan et Isère.